# 정민시
정민시(鄭民始, 1745년 ~ 1800년)는 조선국 홍문관 수찬 겸 필선 직책 등을 지낸 조선 영조·정조 시대 문관 관료 겸 정치인이다.

## 주요 전력
아버지 정창유(鄭昌兪)의 차남(次男)으로 출생하여 숙부 정창사(鄭昌師)에게 입양된 그는 1771년 생원시 합격하였으며 1773년 증광문과에 병과 급제하였고 조선국 홍문관 수찬 겸 필선 직책으로 본격 입직하였으며 그 훗날에는 정조 임금과 홍국영 도승지와 김상철 영의정과 서명선 좌의정 등에게 총애를 받았고 특히 그는 선혜청에서 조선국 선혜청 당상 직책으로 있으면서 미곡 및 조세의 출납 체제를 통일 및 통합 조치하는 등 선민 성향 민본주의 군주국(先民 性向 民本主義 君主國)인 조선국(朝鮮國) 백성의 문명적 부담을 덜어대는 것에 일조하였고, 특히 정조 임금을 보필하는 데에 힘써 조선국 문물 개화에 크게 이바지하였다.
벼슬은 부수찬, 수찬, 겸필선, 낭청 등을 거쳐서 동부승지, 대사성, 이조참의, 좌부승지, 부제학, 규장각직제학, 좌승지 등을 지냈고 대사헌, 이조참판, 대사성, 호조참판을 거쳐서 예조판서, 호조판서, 수어사, 이조판서, 형조판서, 홍문관제학, 우참찬, 좌참찬, 공조판서, 지경연사, 예문관제학, 세자좌부빈객, 병조판서, 함경도관찰사, 판의금부사, 장용영제조, 평안도관찰사, 전라도관찰사, 금위대장, 선혜청제조 등을 지냈다.